# Vikingakungens guldskatt
Vikingakungens guldskatt, med undertiteln Om upptäckten av ett unikt manuskript, kung Harald Blåtands grav och placeringen av fästet Jomsborg är en populärvetenskapligt skriven fackbok utgiven av Sven Rosborn med bidrag av Tomas Sielski (2021). Boken påstår att Harald Blåtands grav i Wiejkowo i norra Polen lokaliserats och tar också delvis upp en påstådd medeltida krönika Gesta Wulinensis som han behandlar som äkta, redovisar dess innehåll och drar slutsatser om ett behov av att revidera Danmarks äldre historia.  Substansen i boken har mött stark kritik. Boken är utgiven på svenska, engelska och danska.

## Innehåll
Boken består av grovt tre delar med en handskriftsbilaga. Den första delen på knappt hundra sidor introducerar populärvetenskapligt vikingatiden för läsaren. I andra delen introduceras informationer från dokumentet Gesta Wulinensis som berättar om Harald Blåtands släktförhållande, liv  och död. Därefter berättelsen om Harald Blåtands grav, hur den upptäcktes 1841 och sedan igen 1945, samt en beskrivning av de föremål som då togs upp ur denna och vad av detta som finns kvar på museer runtom i Europa eller i den privata samlingen. I tredje avsnittet skriver Sven Rosborn om "historiska aspekter" och "funderingar" kring "Polenfyndet" och "Harald Blåtands grav". Boken avslutas med en handskriftsbilaga med exempel på informationer från polska översättningen av Gesta Wulinensis, med exempel på sidor av översättningen till polska, transkriptioner av handskriften till digitaltext, sedan översatt till svenska (samt engelska och danska) och därefter tolkade och kommenterade av Sven Rosborn.

### Kung Harald Blåtands grav och guldskatt
Genom den guldplatta som hittats hos en polsk familj i Malmö, kom ett mycket stort familjearkiv fram av föremål, dokument och brev. Dokumenten var väsentligen från andra världskrigets slut medan breven var poststämplade huvudsakligen på 1960-talet. I dessa brev mellan Antonina Chmielinska och hennes dotter Stanislawa ingift i familjen Sielski, beskriver Antonina bland annat vad som står i en prästs dagböcker från 1840-talet. Denne präst ska ha hittat ett gammalt dokument i ett slottsbibliotek där det bland annat står hur Harald Blåtand dog och hur han begravdes. Från detta drar dåvarande prästen 1841 slutsatsen att det måste ha varit Harald Blåtands grav som man hittat i Wiejkowo och som guldet man plockade upp måste tillhört. Guldet delades i tre delar: 1/3 till upphittaren, 1/3 till församlingen, och 1/3 till grevinnan som ägde marken. 2/3 av det guld man tog upp 1841 återbegravdes sedan igen då grevinnan, som av starkt religiös, köpte ut församlingsbornas del vilken därefter bekostade emigrationen av en stor grupp bybor till Amerika.
Prästens dagböcker blev bevarade på prästgården genom åren. Vid andra världskrigets slut 1945 drogs dock gränsen mellan Tyskland och Polen om och Gross Weckow / Wiejkowo skulle nu tillhöra Polen, med kommunistiskt styre. Prästen som var tysk ville nu komma över till tyska sidan. Stefan Sielski, som var kommendant i Polska armén och hade fått ansvar för ordningen i det nu införlivade Wolin-området, hjälpte prästen över till tyska sidan, och fick då överta prästgårdens arkiv med bland annat dagböckerna och Gesta Wulinensis från den gamle prästen. Prästen pekade också ut graven och bröderna Sielski kröp sedan ner i den och tog upp de kvarvarande guldföremålen. Guldet blev sedan under efterkrigstiden skingrat och bara några enstaka föremål finns kvar.
Exakta platsen för graven och skatten är (maj 2024) inte lokaliserad, bara orten är känd enligt boken.

### Placeringen av fästet Jomsborg
I Gesta Wulinensis finns ett avsnitt som handlar om Jomsborg, och hur den blivit till. Utifrån den beskrivningen placerade 1840-talsprästen Jomsborg vid byn Tessin / Troszyn, som ligger mellan de två stora sjöarna Piaski och Ostrowo och där väg 53 går idag, norr om Wiejkowo. Det är inte samma plats som Sven Rosborn föreslår i boken.

### Krönikan Gesta Wulinensis
Enligt boken skall texten beskriva Pommerns historia från biskopens Ottons första missionsresa på 1120-talet fram till 1173. Den skall även innehålla uppgifter om Danmarks äldsta historia från tidigt 900-tal fram in i 1000-talet. Skriften skall bestå av tre oberoende delar som behandlar skilda perioder. En handskrift skall från 1170-talet till 1535 ha funnits i Kolbatz-klostret, varifrån även de icke ifrågasatta Kolbatzannalerna härstammar. Vid reformationen delades klostrets bibliotek upp och en del av innehållet hamnade hos grevefamiljen i Wiejkowo (tidigare Gross Weckow), Polen. Omkring 1841 skall prästen i Gross Weckow fått tillgång till grevens bibliotek och arkiv och tagit hem handskriften tillsammans med en rad andra. Efter Tysklands nederlag i andra världskriget 1945 övertogs prästens arkiv av den polska familjen Sielski, och en medlem av denna familj, Antonina Chmielinska, skall ha gjort en översättning av hela den latinska texten till polska omkring 1963 med hjälp av historikern och ledaren för Polens nationalmuseum i Warszawa, Stanisław Lorentz. Denna översättning nämndes första gången i en artikel i januari 2020.

## Kritik

### Uppgifterna om Harald Blåtands guldplatta
Fyndet har ifrågasatts av forskare då bland annat platsen för skatten/graven inte kunnat återfinnas och guldplattan inte liknar något annat fynd från samma tid. Arkeologen Jes Wienberg samt historikerna Kurt Villads Jensen och Wojtek Jezierski har istället hävdat att plattan inte går att datera.

### Uppgifterna om Kung Harald Blåtands grav och placeringen av fästet Jomsborg
Inga påtagbara fakta eller arkeologiska fynd pekar på att Jomsborg ligger där den utpekats i boken.

### Uppgifterna om krönikan Gesta Wulinensis
Källdokumenten om denna har aldrig gjort allmän tillgängliga och återfinns i boken genom ett antal citat från dåvarande prästens dagböcker från 1840- och 1850-talen som, förmedlade genom en breväxling mellan Antonina Chmielinska (översättaren) och hennes dotter Stanislawa gift Sielski, samt i en fullständig översättning av Antonina till polska från cirka 1963 som uppges påträffade 2019. Denna och brevväxlingen finns i privat ägo och endast avfotograferingar från delar av anteckningsboken från 1960-talet har hittills publicerats. Sedan boken publicerades har emellertid översättandet fortsatt, och är nu (maj 2024) framme vid Sven Tveskäggs förehavanden. Efterhand som översättningen framskrider gör Sven Rosborn små artiklar om de viktigaste punkterna i texten. Dessa publiceras efterhand på en webbplats som drivs av Sven Rosborn. Bland andra historikern Kurt Villads Jensen och arkeologen Wojtek Jezierski har framfört hård kritik om att "Gesta wulinensis inte kan vara en översättning av en latinsk källa från 900-talet, utan måste anses utgöra en förfalskning". Detta bemötte sedan Sven Rosborn i sin artikel "Att koka soppa på en spik".
 Även andra recensenter har kritiserat att originalmaterialet inte har presenterats för en vidare krets av forskare.